# Harpobittacus australis
Harpobittacus australis är en näbbsländeart som först beskrevs av Johann Christoph Friedrich Klug 1838.  Harpobittacus australis ingår i släktet Harpobittacus och familjen styltsländor. Inga underarter finns listade i Catalogue of Life.